# Sybil Bauer

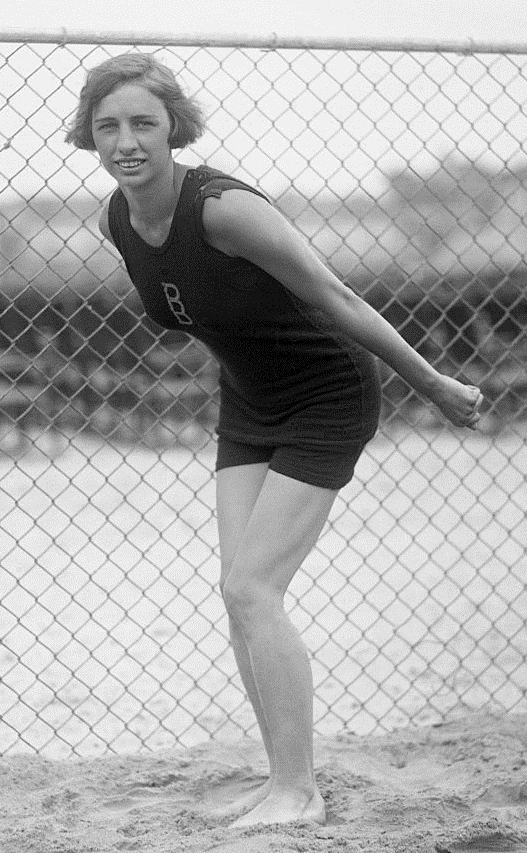
Sybil Bauer, 1922

Sybil Lorina Bauer (* 18. September 1903 in Chicago; † 31. Januar 1927 ebenda) war eine US-amerikanische Schwimmerin. Sie gewann bei den Olympischen Spielen 1924 die Goldmedaille im Rückenschwimmen, zwei Jahre nachdem sie den Rekord eines Mannes im 440-Yards-Rückenschwimmen gebrochen hatte. Sie stellte fast zwei Dutzend Schwimmrekorde auf.

## Leben und Wirken
In den 1920er-Jahren war die Tochter norwegischer Einwanderer die dominierende Rückenschwimmerin und hielt sämtliche Weltrekorde in dieser Disziplin. Sie war Studentin an der Northwestern University.
Im Oktober 1922 stellte sie einen bemerkenswerten Rekord auf, indem sie über 440 Yards Rücken schneller schwamm als der damalige Männerweltrekordhalter, eine Leistung, die damals großes Aufsehen erregte. Sie schaffte dies in einer Zeit von knapp 6 Minuten und 25 Sekunden. Die Leistung der zu diesem Zeitpunkt 19-jährigen Bauer erschütterte die damals gängigen Vorstellungen von den sportlichen Fähigkeiten der Frauen.
Bei den Olympischen Spielen 1924 in Paris wurde sie mit vier Sekunden Vorsprung überlegen Olympiasiegerin über 100 m Rücken. In ihrer sechs Jahre dauernden Karriere schwamm sie 23 Weltrekorde. Ihre Fähigkeiten waren so außergewöhnlich, dass sogar diskutiert wurde, ob sie in den Männerwettbewerben antreten solle, obwohl dieser Vorschlag schnell verworfen wurde. Ihre Zeit als Schwimmerin fiel in eine Ära, in der Frauen in vielen gesellschaftlichen Bereichen neue Wege beschritten, und sie stand im Mittelpunkt dieser Bewegung der new women.
Eine Krebserkrankung zwang sie bereits im März 1926 zum Rückzug vom Schwimmsport. Sie verlobte sich im November 1926 mit Ed Sullivan, starb aber im Januar 1927 an Krebs, bevor es zur Hochzeit kommen konnte. Sie wurde nur 23 Jahre alt. Einer der Sargträger bei ihrer Beerdigung war Johnny Weissmuller.
Im Jahr 1967 wurde sie in die Ruhmeshalle des internationalen Schwimmsports aufgenommen.